# جون بيتي (فيلسوف)
جون بيتي هو فيلسوف كندي، ولد في 1951.